# Chen Meng (zapaśniczka)
Chen Meng (chiń. 陈萌; ur. 7 sierpnia 1986) – chińska zapaśniczka w stylu wolnym. Zajęła 13. miejsce w mistrzostwach świata w 2010. Trzecia na igrzyskach azjatyckich w 2010. Zdobyła złoty medal na mistrzostwach Azji w 2007 roku.